# Selvmordets pæne piger
|  | Denne artikel er oprettet af botten Steenthbot ud fra en ekstern database. Den kan derfor have sproglige fejl eller mangler. Denne skabelon kan fjernes efter kontrol af indholdet. |

Selvmordets pæne piger er en dansk dokumentarfilm fra 2008 instrueret af Ken Vedsegaard.